# Gähler
Gähler er en dansk brevadelsslægt. Generalkrigskommissær Caspar Gähler (død 19. december 1759) som konferensråd og hvid ridder, blev adlet 29. januar 1749 og efterlod 2 sønner:
1. Sigismund Wilhelm von Gähler (1704-1788), gehejmeråd, overpræsident i Altona, hvid ridder.
  1. Caspar Friedrich von Gähler (1736-1797) generalmajor af kavaleriet, hvid ridder, gift 1782 med Elisabeth Christiane von Oertzen. Hans søn, Friedrich Wilhelm Sigismund (f. 1786), major, blev gift: a) 26. august 1807 med Anne Henriette Kunninger, f. 1789, separeret og gift i 2det ægteskab med grev Baudissin, b) 9. september 1814 med Kristine Mynster. Hans søn, der var fuldmægtig i det daværende Rentekammer, blev i 1846 ansat som amtsforvalter i Nordborg, entledigedes fra denne stilling af den preussiske regering med pension og med tilladelse til at flytte til Danmark. Hans eneste søn døde i en ung alder.
2. Peter Elias von Gähler (1718-1783), generalløjtnant, hvid ridder, gift med Christine Sophie von Gähler